# 機舍靈祠
機舍靈祠（越南语：／）是位於越南河內二徵夫人郡白藤坊的神廟。

## 概要
機舍靈祠位於越南河內二徵夫人郡白藤坊阮輝嗣路四號，供奉李朝将领李常傑。
廟中現保存多件珍贵文物，包括一块“威德光明”匾额，三对楹联颂扬李常杰的生平和品德。此外，还有自黎朝至阮朝的七道敕封，现存于汉喃图书馆和位於龍編郡玉瑞坊的北边亭。

## 歷史
機舍是李朝名將李常傑（原名吳俊）的出生地。機舍靈祠位於機舍位於紅河南岸的部分——機舍南村，1105年李常傑去世後，村民緬懷他的恩德，爲他立祠，原先在紅河河畔，後因河岸塌陷遷至今址。
機舍靈祠规模宏大，原有五间前殿和三间后宫，但在第一次印度支那战争期間遭到了嚴重破壞。1947年至1948年間，機舍村民合力修建了後宮部分。2008至2009年，国家对该庙进行了修复重建。2009年2月25日，機舍靈祠被授予升龙-河内千年纪念牌匾。